# OXXO Hungary Truck Racing Team

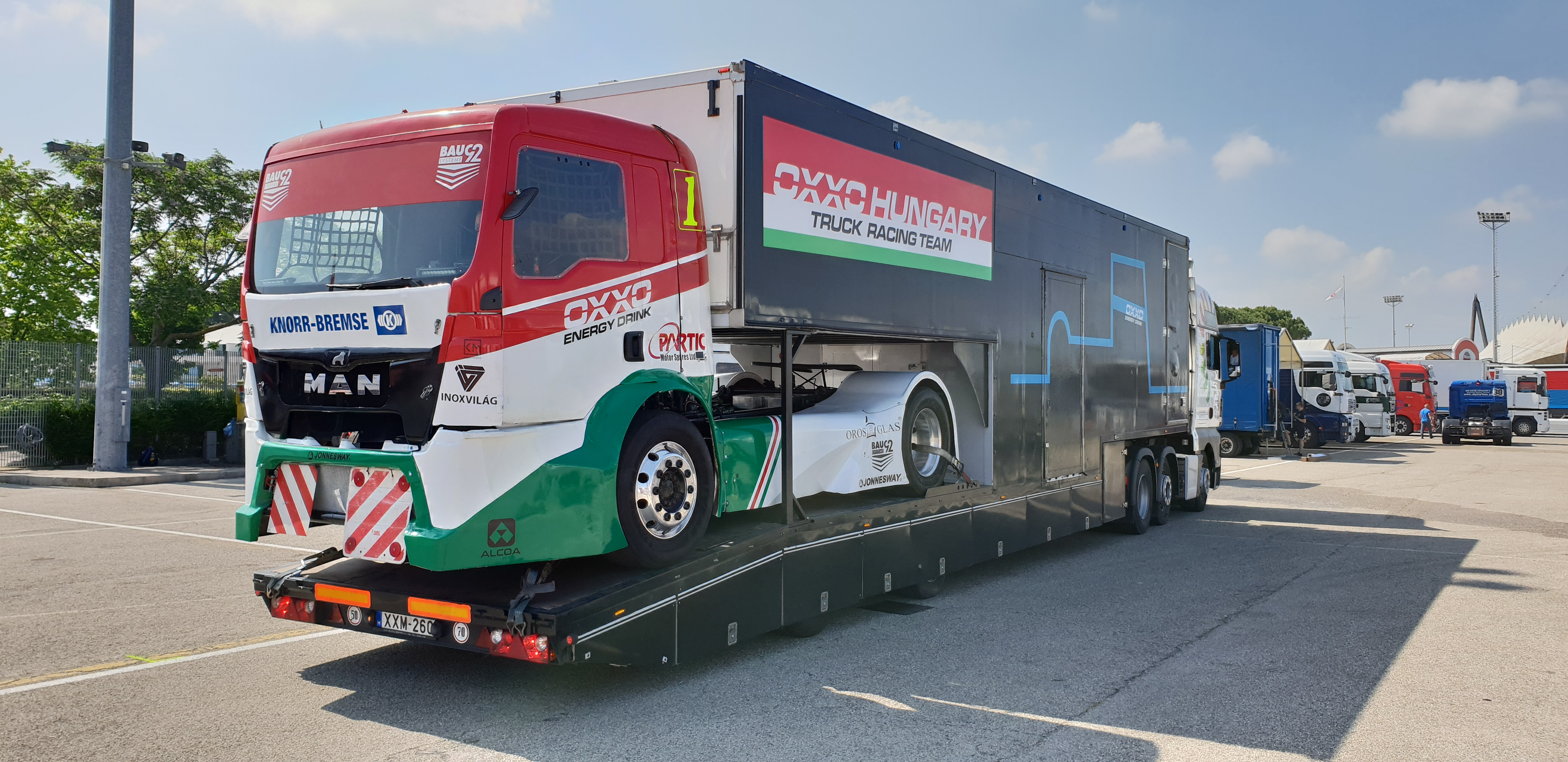

Az OXXO Hungary Truck Racing Team  2008-ban alakult, OXXO Racing Team néven, de tagjai már korábban is szerepeltek a kamionsportban. A Szobi Balázs, Jobbágy Ákos, Éder Attila hármas már 2004 óta együtt dolgozott, háromszor álltak rajthoz a Dakar Ralin. A csapat jelenleg az FIA által rendezett European Truck Racing Championshipen versenyez. A csapat két célt tűzött ki magának 2008-ban, megnyerni az Európa-bajnokságot, és visszahozni a sorozatot a Hungaroringre. 2014-ben és 2015-ben a csapat Kiss Norbert pilótával  megnyerte az Európa-bajnokságot, és 2015-ben 25 év után visszatért a sorozat Magyarországra, a Hungaroringre. Miután mindkét célját megvalósította a csapat, jelenleg újabbak megvalósításáért küzd, egyrészt másik pilótával is megnyerni az Európa-bajnokságot, másrészt felemelni a kamionsportot a nagy hazai, nemzeti sportok közé.
Az OXXO Hungary Truck Racing Team pilótája jelenleg Molnár Bendegúz.

## Története
Először Flex Dakar Team néven indultak a világ egyik legnehezebb terepkamion versenyén, a Párizs-Dakar Ralin. 2007-ben ugyanebben a szériában elhozták a kategória 5. helyezését privát csapatként.
Az utolsó Dakar szereplés évében már új irányba tartott a csapat és első lépésként elindultak a magyar Suzuki Swift Kupában, ahol másodikok lettek.
Ezután született meg az OXXO Racing Team. Célja Magyarország képviselése az FIA European Truck Racing Championshipen. A versenysorozat rendezője az FIA olyan versenyek rendezésével foglalkozik, mint például a Formula–1.
A Truck Racing szakág közel 1 millió érdeklődőt vonz évente Európa lelátóira[forrás?].
Az OXXO Racing tizenötödikként, 12 EB-ponttal zárta az első, 2008-as Európa-bajnokságot, a TRIPA Challenge 2008-on a dobogó második helyén foglaltak helyet, és őket illette az év újonca cím. 2009-ben társultak a német Hahn Racing Teammel, akiktől a 2008-as évad során nagyon sok segítséget és támogatást kaptak, így a 2009-es évadra a Hahn-Oxxo Racing Team név alatt regisztráltak.
Mindkét versenyző MAN versenykamionnal vágott neki a 2009-es évadnak. A kamion 200 kg-mal könnyebb és 200 lóerővel erősebb lett. A Hahn-OXXO Racing Team második lett a csapatbajnokságban és Szobi Balázs 56 ponttal 10. lett az Európa-bajnokságon.
2010-ben a szezon közepén Szobi Balázs életét vesztette egy repülőgép szerencsétlenségben, ekkor felmerült, hogy a csapat abbahagyja a versenyzést, de végül úgy döntöttek, hogy végigviszik amit elterveztek, megvalósítják álmaikat, és az Európa-bajnoki címmel adóznak Balázs emlékének. A Nürburgringi versenyhétvégétől Birnbauer Zoltán vezette a versenykamiont, akinek első - fél - szezonja a sorozat és az ellenfelek megismerésével telt.
2011-es szezonnak is Birnbauer Zoltánnal kezdtek neki, már OXXO Energy Truck Race Team név alatt. Birnbauer rengeteget segített a versenyzés mellett fejleszteni a kamiont. Az év utolsó három versenyére Kiss Norbert érkezett a csapathoz, és egy jó bemutatkozást produkálva, élete első kamionversenyén 23 Eb pontot szerzett, a másodikon futamgyőzelmet ért el Spanyolországban, majd Le Mansban kétszer is dobogón állhatott. A három verseny alapján 12-ik lett a bajnokságban, és az FIA neki ítélte az “Év Újonca” címet. Eredményei egyik legnagyobb elismerése, hogy az MAN hároméves teljes gyári támogatásról írt alá szerződést a csapattal.
Így 2012-ben saját tervezésű és fejlesztésű versenykamiont épített a csapat, komoly újításokkal és hatalmas tervekkel a szezonra. Mindennek tető alá hozása viszont nem várt akadályokba ütközött, így a szezon első három versenyén nem tudott elindulni a csapat. Onnantól viszont versenyről-versenyre tesztelték és fejlesztették tovább a csapat mérnökei, szerelői és pilótája a versenykamiont, minek eredményeképpen öt futamgyőzelemmel zárta az évet az OXXO Energy Truck Race Team, a 10-ik helyen végzett az Európa-bajnokságon, és tempóban utolérte a nagy gyári alakulatokat.
2013-ban már két magyar pilótával vágott neki a csapat a szezonnak, Kiss Norbert mellett a mindössze 16 esztendős Major Benedek vezette az OXXO Energy Truck Race Team versenykamionját. Ebben az évben Kiss már a legjobbak ellen harcolt, két futamot nyert, most először sikerült nyernie egy első futamot (a Truck Race versenynapjain két futamot rendeznek, az első rajtsorrendjét az időmérő dönti el, a másodikon pedig az első futamon beérkező első 8 helyezettet megfordítják, így a nyolcadik indulhat a második futamon az élről.), öt pole-pozíciót szerzett, 17-szer állt a dobogón - két versenyhétvégén, az A1 Ringen és Zolderben minden futamon a dobogón állhatott -, és negyedik lett a bajnokságban.
Major Benedek élete első szezonjában négy futamgyőzelmet szerzett - azóta is ő a Kamion Európa-bajnokság történelmének legfiatalabb futamgyőztese -, egyszer második lett, Zolder kivételével - ahol az első rajtnál totálkárosra tört a kamionja minden versenyhétvégén  Eb pontot szerzett, összesítésben a 10. helyen végzett, a Sponsors Challenge-ben második lett, és az FIA őt választotta az "Év Újoncának" 2013-ban.
2014-ben is Kiss Norbert és Major Benedek indultak a magyar csapatban, az OXXO Energy Truck Race Team színeiben a Truck Race-en. Major Benedek rengeteg technikai problémával küzdött ebben az évben, ráadásul Zolderben ismét nagy balesetet szenvedett, Le Mans-ban rajthoz sem tudott állni sérülés miatt, mindezek ellenére ismét 10. tudott lenni az Európa-bajnokságon.
Kiss Norbert a szezon első futamától kezdve harcban volt a bajnoki címért, Misanoban két pole-pozícióval és két futamgyőzelemmel vágott neki az évnek. A tabella első három helyén egész évben a két háromszoros Európa-bajnokkal - Jochen Hahn és Antonio Albacete - cserélgette a pozíciókat Kiss. Többször is ő vezette a tabellát, legmesszebb a bajnoki címtől pedig a csehországi futam után állt a magyar pilóta, hátránya ott 16 pont volt az első helytől. Norbi kamionja rendkívül stabilan szerepelt, a 36 futamon mindössze két technikai hiba hátráltatta, s ebből csak az egyik miatt kellett feladnia futamot, ez volt a cseh verseny, ahol az utolsó futamon az élről esett ki a magyar pilóta. A szezon utolsó három versenyén viszont fokozatosan ledolgozta hátrányát, Jaramában átvette a vezetést, és Le Mans-ban az utolsó előtti futam után előnye behozhatatlan lett, így a kockás zászló alatt megnyerve a futamot elhódította első magyar versenyzőként az Európa-bajnoki címet.
Kiss Norbert 2014-ben a kilenc versenyhétvége 36 futamából 25-ször állt a dobogón, 9 pole-pozíciót és 9 futamgyőzelmet ért el, amivel ő lett a sportág első magyar Európa-bajnoka.
2015-ben csak Kiss Norbert indult OXXO Energy Truck Race Team színeiben. Major Benedek továbbtanulása érdekében felhagyott a 2015-ös évvel. A csapatbajnokságra OXXO Energy Truck Race Team  társult a LION Truck Racinggel ezért a 2015-s csapat világbajnokságon már OXXO Energy & Lion Turck Race szerepelt. ( A Kamion Európa-bajnokságon kevés csapatnak van egynél több versenykamionja, így bárki bárkivel összeállhat a csapatbajnokságra, ahol együtt gyűjtik a pontokat, de egyéniben csak saját magukért küzdenek.)
Kiss Norbert a szezon első futamától kezdte a címvédést, A Red Bull Ringen, ami régebben A1 Ringként szerepelt, 4 versenyből mind a négyet megnyerte - kétszer a fordított rajtrács miatt a nyolcadik helyről. Ebben az évben versenyezhetett először kamionnal a Hungaroringen, ahol 25 év után újra megrendezték a Magyar Truck Fest-et. A csapat számára sikeres volt a hétvége, 3 dobogós helyezéssel zártak. Hungaroring után Norbinak már több mint 150 pont előnye volt üldözőivel szemben. Az utolsó előtti versenyhétvégén,  Jaramában hét futammal a szezon vége előtt megnyerte a bajnokságot, ezzel elhódította a második Európa-bajnoki címét.
Kiss Norbert 2015-ben a tíz versenyhétvége 40 futamából 31-szer állt dobogón, ebből 19 futamgyőzelem, 20 időmérőből 17 pole-pozíciót zsebelt be amivel kétszeres kamion-Európa-bajnok lett.
A 2016-os évben Kiss Norbi és a csapat útjai elváltak, ezzel párhuzamosan egy angol pilóta, Ryan Smith csatlakozott az OXXO Racing Team-hez. Ryan ebben az évben az angol bajnokság megnyerését tűzte ki célul, e mellett pedig minimum 4 futamon tervezte rajthoz állni a Kamion Európa-bajnokságon.
A Kamion Európa-bajnokságon Ryan rögtön az első hétvégén, Spielbergben dobogón állt, mellyel minden idők "Leggyorsabban dobogós helyezést elért versenyző" pilótája lett a Truck Race történelmében.  A Hungaroringen is dobogón végzett, emellett pedig kiérdemelte az egykori legendás magyar kamionversenyző, Krasznai János emlékére alapított "Krasznai János díjat" , melyet a nap legjobb köridejét elérő pilóta kap meg. Ryan a csehországi Most-ban pedig megszerezte első Kamion Európa-bajnoki futamgyőzelmét is.
Az Angol-bajnokságot 2016-ban megnyerte Ryan Smith, majd 2017-ben megvédte angol bajnoki címét.
2018-ban a csapat neve OXXO Hungary Truck Racing Team-re változott, és visszatértek a FIA Kamion Európa-bajnokságra. A csapat vezetését Tökölyi László vette át Jobbágy Ákostól, aki más sorozatokban nézett új kihívások elé.
A csapat pilótája ebben az évben is az angol Ryan Smith volt. A körülmények úgy alakultak, hogy csak a szezon első három versenyén tudott indulni a csapat, futamgyőzelem és dobogós helyezések után a szezon közepén a csapat és az angol pilóta útjai elváltak.
2018 év végén a csapat bejelentette, hogy az OXXO Hungary Truck Racing Team 2019-től a fiatal magyar tehetséggel, Molnár Bendegúzzal folytatja a versenyzést, újra teljes szezont tervezve a 2019-es évben. A csapat célja, hogy a következő években ismét felérjen a sportág csúcsára, újabb Európa-bajnoki címeket szerezve.
A jelenlegi csapatfőnök, Sárosi Brúnó hosszú évek óta van szorosabb kapcsolatban a csapattal, kezdetben sajtósként tevékenykedett az OXXO Hungary Truck Racing Team gárdájában. 2010-ben kezdett a csapat sajtó- és médiaügyeivel foglalkozni, aztán egyre több fontos feladatot bíztak rá, így a tapasztalata is egyre csak nőtt. A 2018-as évben Tökölyi László úgy döntött, hogy Sárosit nevezi ki a csapat vezetésére.

## Eredmények
- 2017 - British Truck Racing Association Championship
  - Ryan Smith angol bajnok
- 2016 - British Truck Racing Association Championship
  - Ryan Smith angol bajnok
  - FIA European Truck Racing Championship : Ryan Smith "Leggyorsabban dobogós helyezést elért versenyző" , "Krasznai János díj"
- 2015 - FIA European Truck Racing Championship
  - Kiss Norbert  Európa-bajnok - 17 pole, 19 futamgyőzelem, 31 dobogó
- 2014 - FIA European Truck Racing Championship
  - Kiss Norbert  Európa-bajnok - 9 pole, 9 futamgyőzelem, 25 dobogó
  - Major Benedek 10. helyezés
- 2013 - FIA European Truck Racing Championship
  - Kiss Norbert 4. helyezés - 5 Pole, 2 futamgyőzelem, 17 dobogó
  - Major Benedek 10. helyezés - 4 futamgyőzelem, Sponsors Challenge 2. helyezés, az "Év Újonca" 2013-ban
  - csapatbajnokság 4. helyezés
- 2012 - FIA European Truck Racing Championship: 10. helyezés - 5 futamgyőzelem
- 2011 - FIA European Truck Racing Championship: 12. helyezés - 1 futamgyőzelem, Kiss Norbert az "Év Újonca"
- 2010 - FIA European Truck Racing Championship: 12. helyezés
- 2009 - FIA European Truck Racing Championship: 10. helyezés
- Sponsor's Challenge 2. helyezett
- 2008 - FIA European Truck Racing Championship: 15. helyezés
- T.R.I.P.A. Championship 2. helyezett
- Rookie of the year 2008 - TRUCK RACE

## Külső hivatkozások
- A csapat hivatalos weboldala
- FIA hivatalos weboldala
- Német rajongói oldal